# Amares
Amares é uma vila portuguesa, sede do município homónimo subdividido em 16 freguesias. Este conta com uma área total de 81,95 km2 e uma população residente de 18 595 habitantes, possuindo uma densidade populacional de 227 hab./km2.  
Pertencente ao Distrito de Braga, é parte integrante da Sub-região do Cávado (NUTS III) e, por conseguinte, à Região Norte (NUTS II) de Portugal Continental (NUTS I). Pode ainda ser feita referência à sua integração na antiga província portuguesa do Minho.  O município é limitado a noroeste pelo município de Vila Verde, a nordeste por Terras de Bouro, a sudeste por Vieira do Minho e Póvoa de Lanhoso e a sudoeste por Braga. 
O atual território, pertencente ao município, era designado por Entre Homem e Cávado, à qual D. Manuel I concedeu foral em 8 de Abril de 1514. No entanto, esta designação foi extinta em 31 de Dezembro de 1853, passando à sua atual designação de Amares.
Amares desenvolveu-se devido à sua privilegiada situação geográfica, após a Invasão Muçulmana no século VIII. Parece que a sua designação primordial possa ter sido Marecos, em detrimento do nome de uma quinta pertencente a Gualdim Pais, Grão-Mestre da Ordem dos Templários.
Era aqui o Solar dos Machados, descendentes do rico-homem (fidalgo) D. Mendo Moniz, que a machado arrombou as portas de Santarém a 8 de Maio de 1147, pelo que D. Afonso Henriques lhe concedeu o senhorio de Gondar, em Vila Nova de Cerveira, e o mandou usar o apelido de Machado. O Solar de Vasconcelos foi solar da família Vasconcelos, para além do Solar de Castro.

## Evolução da População do Município
A população do concelho de Amares baixou 1,6% entre 2011 e 2021.
(Número de habitantes que tinham a residência oficial neste município à data em que os censos  se realizaram.)

| Número de habitantes por Grupo Etário | Número de habitantes por Grupo Etário | Número de habitantes por Grupo Etário | Número de habitantes por Grupo Etário | Número de habitantes por Grupo Etário | Número de habitantes por Grupo Etário | Número de habitantes por Grupo Etário | Número de habitantes por Grupo Etário | Número de habitantes por Grupo Etário | Número de habitantes por Grupo Etário | Número de habitantes por Grupo Etário | Número de habitantes por Grupo Etário | Número de habitantes por Grupo Etário | Número de habitantes por Grupo Etário |
| ------------------------------------- | ------------------------------------- | ------------------------------------- | ------------------------------------- | ------------------------------------- | ------------------------------------- | ------------------------------------- | ------------------------------------- | ------------------------------------- | ------------------------------------- | ------------------------------------- | ------------------------------------- | ------------------------------------- | ------------------------------------- |
|                                       | 1900                                  | 1911                                  | 1920                                  | 1930                                  | 1940                                  | 1950                                  | 1960                                  | 1970                                  | 1981                                  | 1991                                  | 2001                                  | 2011                                  | 2021                                  |
| 0-14 Anos                             | 4 307                                 | 4 553                                 | 4 490                                 | 4 587                                 | 5 191                                 | 5 683                                 | 6 070                                 | 5 570                                 | 5 205                                 | 4 238                                 | 3 581                                 | 3 139                                 | 2 406                                 |
| 15-24 Anos                            | 2 192                                 | 2 233                                 | 2 266                                 | 2 307                                 | 2 560                                 | 2 689                                 | 2 535                                 | 2 645                                 | 3 132                                 | 3 046                                 | 3 146                                 | 2 392                                 | 2 183                                 |
| 25-64 Anos                            | 5 395                                 | 5 578                                 | 5 541                                 | 5 720                                 | 6 352                                 | 6 644                                 | 6 801                                 | 6 270                                 | 6 266                                 | 7 288                                 | 9 110                                 | 10 261                                | 10 008                                |
| = ou > 65 Anos                        | 817                                   | 813                                   | 941                                   | 917                                   | 1 005                                 | 1 232                                 | 1 439                                 | 1 715                                 | 1 875                                 | 2 143                                 | 2 684                                 | 3 097                                 | 3 998                                 |

(Obs: De 1900 a 1950 os dados referem-se à população presente no município à data em que eles se realizaram Daí que se registem algumas diferenças relativamente à designada população residente)

## Geografia
O ponto mais alto do município situa-se na Serra de Santa Isabel, no pico com o mesmo

nome, a 901 metros de altitude, na freguesia de Santa Marta do Bouro.

## Freguesias

Freguesias do município de Amares

O município de Amares está subdividido em 16 freguesias:
| - Amares e Figueiredo (sede) - Barreiros - Bico - Caires - Caldelas, Sequeiros e Paranhos - Carrazedo - Dornelas - Ferreiros, Prozelo e Besteiros (urbana) | - Fiscal - Goães - Lago - Rendufe - Santa Maria do Bouro - Santa Marta do Bouro - Torre e Portela - Vilela, Seramil e Paredes Secas |

## Política

### Eleições autárquicas[5]
| Data | %       | V       | %       | V       | %     | V     | %            | V            | %              | V  | %              | V   | %              | V   | %              | V  | %       | V       | %  | V  | Participação |                |
| Data | CDS-PP  | CDS-PP  | PPD/PSD | PPD/PSD | PS    | PS    | FEPU/APU/CDU | FEPU/APU/CDU | AD             | AD | PRD            | PRD | GCE            | GCE | BE             | BE | PSD-CDS | PSD-CDS | CH | CH | Participação |                |
| ---- | ------- | ------- | ------- | ------- | ----- | ----- | ------------ | ------------ | -------------- | -- | -------------- | --- | -------------- | --- | -------------- | -- | ------- | ------- | -- | -- | ------------ | -------------- |
| Data | 1976    | 37,94   | 2       | 27,18   | 2     | 25,31 | 1            | 2,91         | -              |    |                |     |                |     |                |    |         |         |    |    |              | 74,61 / 100,00 |
| 1979 | 46,51   | 4       | 29,51   | 2       | 17,02 | 1     | 3,19         | -            | 77,59 / 100,00 |    |                |     |                |     |                |    |         |         |    |    |              |                |
| 1982 | AD      | AD      | AD      | AD      | 32,38 | 2     | 3,32         | -            | 59,48          | 5  | 78,29 / 100,00 |     |                |     |                |    |         |         |    |    |              |                |
| 1985 |         |         | 43,78   | 3       | 44,73 | 4     | 3,62         | -            |                |    | 3,89           | -   | 77,39 / 100,00 |     |                |    |         |         |    |    |              |                |
| 1989 | 34,87   | 3       | 26,36   | 2       | 31,71 | 2     | 1,11         | -            | 2,92           | -  | 72,90 / 100,00 |     |                |     |                |    |         |         |    |    |              |                |
| 1993 | 40,63   | 3       | 42,23   | 3       | 12,76 | 1     | 1,59         | -            |                |    | 71,66 / 100,00 |     |                |     |                |    |         |         |    |    |              |                |
| 1997 | 28,76   | 2       | 37,19   | 3       | 29,24 | 2     | 2,02         | -            | 71,29 / 100,00 |    |                |     |                |     |                |    |         |         |    |    |              |                |
| 2001 | 5,69    | -       | 38,83   | 3       | 51,86 | 4     | 1,49         | -            | 72,10 / 100,00 |    |                |     |                |     |                |    |         |         |    |    |              |                |
| 2005 | 5,68    | -       | 29,69   | 2       | 59,10 | 5     | 2,32         | -            | 69,96 / 100,00 |    |                |     |                |     |                |    |         |         |    |    |              |                |
| 2009 | 4,23    | -       | 14,63   | 1       | 29,05 | 2     | 1,46         | -            | 47,10          | 4  | 1,23           | -   | 64,19 / 100,00 |     |                |    |         |         |    |    |              |                |
| 2013 | PPD/PSD | PPD/PSD | CDS-PP  | CDS-PP  | 36,94 | 3     | 3,32         | -            | 30,40          | 2  |                |     | 24,25          | 2   | 61,11 / 100,00 |    |         |         |    |    |              |                |
| 2017 | PPD/PSD | PPD/PSD | CDS-PP  | CDS-PP  | 20,49 | 1     | 2,20         | -            | 14,58          | 1  | 58,65          | 5   | 63,61 / 100,00 |     |                |    |         |         |    |    |              |                |
| 2021 | PPD/PSD | PPD/PSD | CDS-PP  | CDS-PP  | 32,30 | 3     | 2,75         | -            |                |    | 51,95          | 4   | 8,09           | -   | 64,06 / 100,00 |    |         |         |    |    |              |                |

### Eleições legislativas
| Data | %     | %     | %     | %    | %     | %     | %        | %     | %    | %     | %    | %   | %       | % | %  | %  |
| Data | CDS   | PSD   | PS    | PCP  | UDP   | AD    | APU/ CDU | FRS   | PRD  | PSN   | BE   | PAN | PSD CDS | L | CH | IL |
| ---- | ----- | ----- | ----- | ---- | ----- | ----- | -------- | ----- | ---- | ----- | ---- | --- | ------- | - | -- | -- |
| 1976 | 37,21 | 29,87 | 21,99 | 1,27 | 0,61  |       |          |       |      |       |      |     |         |   |    |    |
| 1979 | AD    | AD    | 21,40 | APU  | 1,25  | 64,78 | 4,50     |       |      |       |      |     |         |   |    |    |
| 1980 | AD    | AD    | FRS   | APU  | 0,73  | 69,76 | 3,80     | 18,84 |      |       |      |     |         |   |    |    |
| 1983 | 27,84 | 31,83 | 30,67 | APU  | 0,28  |       | 3,23     |       |      |       |      |     |         |   |    |    |
| 1985 | 21,40 | 38,02 | 19,70 | APU  | 0,47  | 3,77  | 10,61    |       |      |       |      |     |         |   |    |    |
| 1987 | 9,09  | 64,18 | 16,99 | CDU  | 0,34  | 2,56  | 1,79     |       |      |       |      |     |         |   |    |    |
| 1991 | 7,81  | 67,26 | 18,96 | CDU  |       | 1,33  | 0,39     | 0,98  |      |       |      |     |         |   |    |    |
| 1995 | 14,78 | 45,65 | 33,83 | CDU  | 0,36  | 2,02  |          | 0,38  |      |       |      |     |         |   |    |    |
| 1999 | 13,17 | 41,67 | 38,95 | CDU  |       | 2,29  | 0,47     | 0,59  |      |       |      |     |         |   |    |    |
| 2002 | 12,38 | 50,16 | 31,78 | CDU  | 2,12  |       | 1,36     |       |      |       |      |     |         |   |    |    |
| 2005 | 11,09 | 38,38 | 39,99 | CDU  | 2,95  | 3,35  |          |       |      |       |      |     |         |   |    |    |
| 2009 | 13,22 | 31,51 | 36,39 | CDU  | 3,03  | 7,82  |          |       |      |       |      |     |         |   |    |    |
| 2011 | 14,06 | 44,03 | 27,48 | CDU  | 2,91  | 3,86  | 0,44     |       |      |       |      |     |         |   |    |    |
| 2015 | PSD   | CDS   | 26,31 | CDU  | 3,80  | 7,16  | 0,60     | 52,66 | 0,38 |       |      |     |         |   |    |    |
| 2019 | 5,87  | 36,63 | 35,35 | CDU  | 2,68  | 6,27  | 2,26     |       | 0,71 | 1,13  | 0,65 |     |         |   |    |    |
| 2022 | 2,63  | 35,36 | 41,40 | CDU  | 1,66  | 2,57  | 1,05     | 0,57  | 7,83 | 3,47  |      |     |         |   |    |    |
| 2024 | AD    | AD    | 24,88 | CDU  | 34,53 | 1,11  | 2,86     | 1,12  | 1,89 | 21,39 | 5,64 |     |         |   |    |    |

## Património
- Ponte do Porto

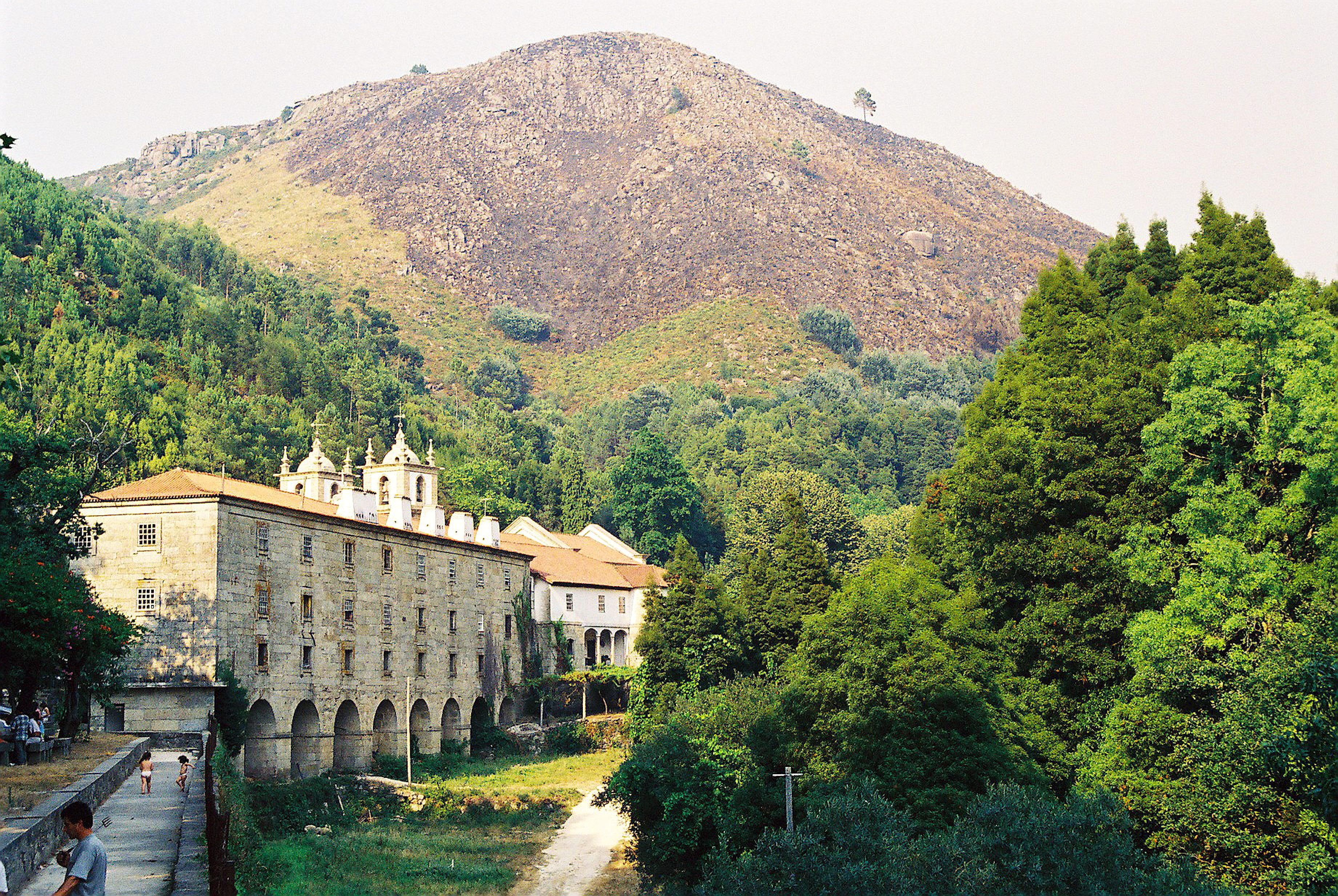
N. Sra. da Abadia – Amares

- Mosteiro de Santo André de Rendufe
- Santuário de Nossa Senhora da Abadia
- Pousada de Santa Maria do Bouro
- Solar de Vasconcelos (ruínas)
- Torre e honra de Dornelas
- Ponte de Rodas
- Solar de Castro
- Casa da Tapada.
- Via romana XVIII ou Geira

## Personagens ilustres
- Aqui nasceu o ilustre Grão-Mestre da ordem dos Templários, Dom Gualdim Pais, fundador das cidades de Tomar e Pombal.
- Era aqui o solar dos Machados, descendentes do rico-homem (fidalgo) D. Mendo Moniz, o qual a golpes de machado arrombou as portas de Santarém em 08 de Maio de 1147, feito pelo qual D. Afonso Henriques lhe deu o senhorio de Gondar e o mandou usar o apelido de Machado.
- A torre de Vasconcelos foi solar da nobilíssima família dos Vasconcelos, para além do Solar dos Castros de Vila Nova de Cerveira (Solar de Castro).
- Aqui viveu e morreu Sá de Miranda.[8]
- Aqui nasceu o cantor e compositor António Variações na freguesia de Fiscal.
- Conde de Amares

## Geminações
A vila de Amares é geminada com a seguinte cidade:
- Saint-Paul-lès-Dax, Landes, França